# Bar (herb szlachecki)
Bar – polski herb szlachecki, odmiana herbu Rawicz z nobilitacji.

## Opis herbu
W polu złotym na niedźwiedziu kroczącym, czarnym, panna w czerwonej sukni, rozczesana w koronie złotej. Klejnot: Między dwoma rogami jelenimi pół niedźwiedzia czarnego z różą w prawej łapie. Labry: Złote, podbite czernią.

## Najwcześniejsze wzmianki
Nadany w 1593 roku Szymonowi Barowi (Baehr).

## Herbowni
Bar – Baehr.